# Bevic Moussiti-Oko
Bevic Moussiti-Oko, né le 28 janvier 1995 à Brazzaville, est un footballeur international congolais. Il évolue au poste d’attaquant.

## Biographie

### Carrière en club

#### Jeunesse
Natif de Brazzaville, il commence le football à l’âge de huit ans, avec le Club Olympique de Pontlieue (COP), équipe de la ville française du Mans.
Il déménage ensuite en région parisienne, avant d’aller jouer dans le Nord, à Wasquehal puis à Lesquin.
Il fait ses études à l'internat au Lycée César-Baggio de Lille, puis, il obtient une licence de STAPS. Lors de son passage à Lesquin, il travaille pendant quelques mois comme équipier polyvalent dans un restaurant McDonald's,.

#### USL Dunkerque (2015-2017)
Moussiti-Oko joue avec l'USL Dunkerque en National de 2015 à 2017. Lors de la saison 2016-2017, il inscrit neuf buts dans ce championnat. Il est notamment l'auteur d'un doublé lors de la réception de l'AS Béziers, lors de la 25e journée (victoire 3-0).
Il est ensuite transféré au Havre en Ligue 2.

#### Le Havre AC (2017-2019)
Moussiti-Oko fait ses débuts professionnels en Ligue 2 au Havre, lors d'un match nul contre l'US Orléans (1-1), le 8 septembre 2017.
En janvier 2019, afin de gagner du temps de jeu, il est prêté à l'US Quevilly-Rouen en National. En une demi-saison, il inscrit huit buts en championnat.

#### Le Mans FC (2019-2020)
Lors du mercato estival, Le Mans FC officialise l’arrivée du joueur en provenance du Havre AC. Il marque son premier but de la saison, qui s'avère également être son tout premier but en Ligue 2, lors d'une défaite 1-2 à domicile face au RC Lens, comptant pour la 1re journée du championnat.

#### AC Ajaccio (2020-2023)
Pour sa première saison en Corse, il réalise la meilleure saison de sa carrière puisqu'il inscrit 8 buts en 34 matchs de Ligue 2 en plus de délivrer 2 passes décisives. Sa seconde saison au club sera beaucoup plus difficile avec seulement 13 matchs pour un total de 478 minutes mais inscrit tout de même 2 buts dans une saison où il sera stoppé par une fracture.
Sa troisième saison au club le verra pour la première fois jouer en Ligue 1 et au Stade Vélodrome, il inscrit son premier (à ce jour le seul) but en Ligue 1 face à l'Olympique de Marseille. A l'hiver 2022, il décide de quitter l'AC Ajaccio.

#### Départ en Turquie (2023-2024)
Il quitte la France pour la Turquie et signe à MKE Ankaragücü en Süper lig mais ne parviendra pas à s'imposer et ne jouera qu'une cinquantaine de minutes, n'effectuant que des rentrées en cours de jeu.
Il quitte le MKE Ankaragücü pour Boluspor en deuxième division turque où il ne jouera que 9 matchs pour un but d'inscrit avant de quitter le club. Durant son court passage à Boluspor, il vivra de nombreuses mésaventures avec le club comme une blessure cachée, retards de salaire ou encore lorsque le club lui change de médicament et l'accuse plus tard de prendre un médicament dopant.

#### US Concarneau (2024)
Le 18 janvier 2024, il fait son retour en France et en Ligue 2 puisqu'il signe à l'US Concarneau, promu de National qui cherchait à recruter offensivement. Arrivé blessé à son insu, il débute avec les Thoniers seulement au mois d'avril, où il remplace Clément Rodrigues, face à Quevilly. Pour son second match avec l'USC, il se fait exclure 5 minutes après son entrée en jeu à la suite d'un tacle irrégulier. Pour son retour de suspension, Moussiti-Oko jouera les 3 derniers matchs en tant que titulaire et malgré ce faible temps de jeu, il inscrit 2 buts et délivre une passe décisive.

#### FC Martigues (depuis 2024)
Sans club durant l'entièreté de l'été, Moussiti-Oko signe au FC Martigues durant la trêve internationale de septembre. 

### Carrière en sélection
Moussiti-Oko représente l'équipe du Congo des moins de 20 ans lors de la Coupe d'Afrique des nations junior 2015 organisée au Sénégal. Il réalise deux apparitions lors de ce tournoi,.
Il est ensuite appelé en équipe A en mai 2017, pour un match de qualification du championnat d'Afrique des nations 2018 contre la RD Congo.

## Statistiques

### Statistiques détaillées
| Saison                | Club                     | Championnat           | Championnat | Championnat | Championnat | Coupe nationale | Coupe nationale | Coupe nationale | Coupe de la Ligue | Coupe de la Ligue | Coupe de la Ligue | Barrages d'accession | Barrages d'accession | Barrages d'accession | Congo | Congo | Congo | Total | Total | Total |
| Saison                | Club                     | Division              | M.          | B.          | P.d.        | M.              | B.              | P.d.            | M.                | B.                | P.d.              | M.                   | B.                   | P.d.                 | M.    | B.    | P.d.  | M.    | B.    | P.d.  |
| 2014-2015             | US Lesquin               | DHR                   | -           | 13          | 7           | 0               | 0               | 0               | -                 | -                 | -                 | -                    | -                    | -                    | -     | -     | -     | 0     | 13    | 7     |
| Sous-total            | Sous-total               | Sous-total            | 0           | 13          | 7           | 0               | 0               | 0               | 0                 | 0                 | 0                 | 0                    | 0                    | 0                    | 0     | 0     | 0     | 0     | 13    | 7     |
| 2015-2016             | USL Dunkerque            | National              | 14          | 1           | 0           | 3               | 2               | 0               | -                 | -                 | -                 | -                    | -                    | -                    | -     | -     | -     | 17    | 3     | 0     |
| 2016-2017             | USL Dunkerque            | National              | 29          | 9           | 3           | 0               | 0               | 0               | -                 | -                 | -                 | -                    | -                    | -                    | -     | -     | -     | 29    | 9     | 3     |
| Sous-total            | Sous-total               | Sous-total            | 43          | 10          | 3           | 3               | 2               | 0               | 0                 | 0                 | 0                 | 0                    | 0                    | 0                    | 0     | 0     | 0     | 46    | 12    | 3     |
| 2017-2018             | Le Havre AC              | Ligue 2               | 5           | 0           | 0           | 1               | 0               | 0               | 0                 | 0                 | 0                 | 1                    | 0                    | 1                    | -     | -     | -     | 7     | 0     | 1     |
| 2018                  | Le Havre AC              | Ligue 2               | 6           | 0           | 0           | 0               | 0               | 0               | 2                 | 1                 | 0                 | -                    | -                    | -                    | -     | -     | -     | 8     | 1     | 0     |
| Sous-total            | Sous-total               | Sous-total            | 11          | 0           | 0           | 1               | 0               | 0               | 2                 | 1                 | 0                 | 1                    | 0                    | 1                    | 0     | 0     | 0     | 15    | 1     | 1     |
| 2019                  | US Quevilly-Rouen (prêt) | National              | 16          | 8           | 1           | -               | -               | -               | -                 | -                 | -                 | -                    | -                    | -                    | -     | -     | -     | 16    | 8     | 1     |
| Sous-total            | Sous-total               | Sous-total            | 16          | 8           | 1           | 0               | 0               | 0               | 0                 | 0                 | 0                 | 0                    | 0                    | 0                    | 0     | 0     | 0     | 16    | 8     | 1     |
| 2019-2020             | Le Mans FC               | Ligue 2               | 24          | 3           | 4           | 3               | 0               | 0               | 3                 | 2                 | 0                 | -                    | -                    | -                    | 1     | 0     | 0     | 31    | 5     | 4     |
| Sous-total            | Sous-total               | Sous-total            | 24          | 3           | 4           | 3               | 0               | 0               | 3                 | 2                 | 0                 | 0                    | 0                    | 0                    | 1     | 0     | 0     | 31    | 5     | 4     |
| 2020-2021             | AC Ajaccio               | Ligue 2               | 34          | 8           | 2           | 0               | 0               | 0               | -                 | -                 | -                 | -                    | -                    | -                    | 1     | 0     | 0     | 35    | 8     | 2     |
| 2021-2022             | AC Ajaccio               | Ligue 2               | 13          | 2           | 1           | 0               | 0               | 0               | -                 | -                 | -                 | -                    | -                    | -                    | 2     | 0     | 0     | 15    | 2     | 1     |
| 2022-2023             | AC Ajaccio               | Ligue 1               | 17          | 1           | 0           | 2               | 0               | 0               | -                 | -                 | -                 | -                    | -                    | -                    | 2     | 0     | 0     | 21    | 1     | 0     |
| Sous-total            | Sous-total               | Sous-total            | 64          | 11          | 3           | 2               | 0               | 0               | 0                 | 0                 | 0                 | 0                    | 0                    | 0                    | 5     | 0     | 0     | 71    | 11    | 3     |
| 2023                  | MKE Ankaragücü           | Süper Lig             | 8           | 0           | 0           | 1               | 0               | 0               | -                 | -                 | -                 | -                    | -                    | -                    | 1     | 0     | 0     | 10    | 0     | 0     |
| Sous-total            | Sous-total               | Sous-total            | 8           | 0           | 0           | 1               | 0               | 0               | 0                 | 0                 | 0                 | 0                    | 0                    | 0                    | 1     | 0     | 0     | 10    | 0     | 0     |
| 2023                  | Boluspor                 | 1. Lig                | 9           | 1           | 0           | 0               | 0               | 0               | -                 | -                 | -                 | -                    | -                    | -                    | -     | -     | -     | 9     | 1     | 0     |
| Sous-total            | Sous-total               | Sous-total            | 9           | 1           | 0           | 0               | 0               | 0               | 0                 | 0                 | 0                 | 0                    | 0                    | 0                    | 0     | 0     | 0     | 9     | 1     | 0     |
| 2024                  | US Concarneau            | Ligue 2               | 5           | 2           | 1           | -               | -               | -               | -                 | -                 | -                 | -                    | -                    | -                    | -     | -     | -     | 5     | 2     | 1     |
| Sous-total            | Sous-total               | Sous-total            | 5           | 2           | 1           | 0               | 0               | 0               | 0                 | 0                 | 0                 | 0                    | 0                    | 0                    | 0     | 0     | 0     | 5     | 2     | 1     |
| 2024-2025             | FC Martigues             | Ligue 2               | 19          | 0           | 0           | 2               | 1               | 0               | -                 | -                 | -                 | -                    | -                    | -                    | -     | -     | -     | 21    | 1     | 0     |
| Sous-total            | Sous-total               | Sous-total            | 19          | 0           | 0           | 2               | 1               | 0               | 0                 | 0                 | 0                 | 0                    | 0                    | 0                    | 0     | 0     | 0     | 21    | 1     | 0     |
| Total sur la carrière | Total sur la carrière    | Total sur la carrière | 199         | 48          | 19          | 12              | 3               | 0               | 5                 | 3                 | 0                 | 1                    | 0                    | 1                    | 7     | 0     | 0     | 224   | 54    | 20    |